# コスモス・エンド
コスモス・エンド（COSMOS END）は、笠原俊夫による日本のSF漫画。

## 概要
本作品は「週刊少年ジャンプ」1982年20号 - 32号に連載された。
宇宙暦(AC)399年（西暦で相当する年は不明）、人類の活動範囲が銀河系の中心近くまで広がった未来を舞台に、宇宙の消滅＝コスモス・エンドを防ぐために活躍する若者たちの姿を描いている。

## あらすじ
AC195年、銀河系の中心に、太陽の1億倍の質量で周囲20億kmの超巨大ブラックホール「ギンヌンガ・ガップ」（底知れぬ淵）が発見された。
ギンヌンガ・ガップには銀河系を構成する恒星の残骸が吸い込まれつつあり、その付着円盤（アクリッションディスク）は半径数千億kmに及ぶとされていた。
AC399年には、ギンヌンガ・ガップの探査のための宇宙船「イグドラジール」が、探査衛星基地「ミッドガルド」から出発することとなった。
パルスワープ（短距離ワープを1秒間に数百回繰り返す）を用いても到着まで98日がかかるが、到着後はイグドラジールの「探査ブロック」部を一時切り離してギンヌンガ・ガップの極付近に接近し、軌道上の「司令船」部と連携して詳細な観測を行なうことになっていた。
出発の2週間前、AC300年に遭難し行方不明となった宇宙船「金のたてがみ」が救助され、唯一の生存者がミッドガルド内で治療を受けるものの、死亡してしまう。しかし「金のたてがみ」のコンピュータには生存者自らがミッドガルドの人々に語るメッセージが記録されていた。100年後のイグドラジールの探査計画をなぜか知っていた彼は、「7月1日に出発しなければ銀河系もこの宇宙も爆発し消滅する」と強く訴えていた。
イグドラジールの出発は繰り上げられ、7月1日、10光年先のギンヌンガ・ガップへのワープの旅が始まるが、途中で突然現れた暗黒星雲に突入し、ワープアウトできないまま進路上の人工的な物体をくぐり抜けると、そこは、ギンヌンガ・ガップからわずか1光年の場所だった。
暗黒星雲が3時間で消滅したことから、生存者はこの空間移動作用のある暗黒星雲が7月1日にだけ出現することを知っていたことがわかり、彼のメッセージの信憑性が高まった。
しかし暗黒星雲内で遭遇した隕石群との衝突によりイグドラジールは損傷を受け、船長以下の幹部乗員を失なっていた。
さらに、オブザーバーとして同乗していた司政官がイグドラジールの探査ブロックを乗っ取り、ミッドガルド基地へ戻るためにワープ能力を備えたシャトルを要求する。
彼は、イグドラジールの動力である陽電子炉への給電を停止させるコードを、探査ブロックにある炉の制御コンピュータに送信するスイッチを手に船長を脅迫した。
電源が切られて電磁場が消滅すると、炉内の陽電子（＝反物質）が炉の内側の壁と接触し、イグドラジール全体が惑星を破壊するだけの規模の爆発を起こすのである。
司政官を取り押さえたが炉の暴走を防ぐことはかなわず、イグドラジールの司令船は探査ブロックを切り離してワープし、爆発の影響から逃れた。
やがて、ギンヌンガ・ガップまで2,500億km、付着円盤上空まで到着したイグドラジールの下には、ギンヌンガ・ガップの重力によって無数の恒星が圧縮されて一体化した、青白く光る中性子の海が広がっていた。
目的地が間近となっても、出発を急かした「金のたてがみ」生存者がイグドラジールに何を求めていたのかはわからないままであった。
そんな中、探査ブロックで続けられ司令船側が引き継いだ、生存者の残したメッセージの分析が進むうち、ブラックホールの重力で歪んだ三次元空間を平面上に表現した図形と「コードOM」という式が現れてくる。
「OM」（オム）の意味を調べたところ「宇宙創造のいぶき」という言葉が見つかる。
さらに式を図形に応用したところ、クラインの壺によく似た図形が現れた。
これによって、ギンヌンガ・ガップにおいて何らかの異変が起こってギンヌンガ・ガップは巨大なホワイトホールに変わり、宇宙全体がビッグ・バンのような大爆発に消え、新しい宇宙に変わることが判明した。
何らかの異変――その正体は、イグドラジールに乗り込んでいた探査主任ヘルガに知らされていた。
何かに憑かれたように宇宙服も着けずエアロックから真空の宇宙空間に飛び出した彼女は、自身のESPの力によって守られながら、ギンヌンガ・ガップ周辺を回る人工惑星「オム」に辿り着く。
今は滅んでしまった異星人が、自分たちが子孫を残せなくなったことを知ると、現在の宇宙を終わらせ自分たちが作った新しい宇宙を後世に残すべく、宇宙の終わり＝コスモス・エンドを導くため、この人工惑星の中に重力場位相偏向装置を作っていた。
人工惑星へ近づこうとする者を隕石群で攻撃する装置は、奇跡のように宇宙に生じた生命は自分たちだけだと考えていた彼らが、この宇宙への愛着が捨てきれない自分たち自身がコスモス・エンドを防ごうとするのを恐れたために用意したという。
ギンヌンガ・ガップが付着円盤を吸収して成長し、決められた質量まで成長したとき、装置が作動し、コスモス・エンドが始まることになっているが、その異変が始まるまで12時間しかないことが判明した。
異星人からの再びの隕石攻撃を逃れたイグドラジール内でもこの事態に気付いたが、戦闘機能のないイグドラジールに、地球ほどの質量があるその未知の人工惑星を破壊してコスモス・エンドを防ぐ力はないと思われた。
しかし唯一の方法があった。
それは、司令船の動力である陽電子炉を、司政官が残した停止コードで暴走させ、惑星上でイグドラジールごと爆破することだった……。

## 登場人物
ハヤト・ムラカミ
ギンヌンガ・ガップの探査船イグドラジールのシャトル隊員。アンナが気になる様子である。彼の上司（ボス）でアンナの兄のボブも、妹との付き合いを勧めている。イグドラジールの爆破直前、ミッドガルドへ戻ろうとするアンナと互いの思いを伝えあう。
ギンヌンガ・ガップの巨大な重力により極端に遅くなった時間の中、ハヤトらイグドラジールの乗員は小型シャトルや非常脱出ポッド内で3日間を過ごし、ハヤトはアンナがミッドガルドで年を取り中年になったと考えていたが、アンナはハヤトへの想いから救難収容ミッションに参加し、彼女にとっては約100日後にギンヌンガ・ガップに戻ってきた。イグドラジールの人々の帰還はミッドガルド基地での時間においては20年5ヶ月後となった。
アンナ・ホプキンス
探査衛星基地ミッドガルドで生活する研究者たちの子供に勉強を教える先生役であると同時に医者。ボブの妹。イグドラジールへの侵入を企んだ子どもたちを探すうち、イグドラジールが発進してしまい、下船できず共に旅をすることに。ハヤトを気遣うあまり唯一ワープ機能のある大型シャトルで隕石の破壊活動に出るが、そのため大型シャトルを失うこととなる。イグドラジールの爆破直前、ワープ装置を急ごしらえで取り付けた小型シャトルにタマラ（後述）と共に乗り込み、救助を求めるためミッドガルド基地へ向かう。その後、イグドラジールの乗員を救助する収容艇「フレイヤVII」に乗り込み、ギンヌンガ・ガップに戻ってくる。
ボブ・ホプキンス
イグドラジールのシャトル隊隊長。アンナの兄。以前は外銀河を回る貨物船のシップ・コーディネーター（副船長と機関主任を足したような職）をしていた。隕石群の攻撃によってイグドラジールのブリッジが大破し、幹部船員が死んだ後、ヘルガらの推挙により船長の大任を務める。
ヘルガ・ハイネマン
ギンヌンガ・ガップ探査の探査主任を務める女性探査官。役職は主任。後述のボウイと脳波で会話するため、額にその増幅装置であるアクセサリーを着けている。ボウイの死の瞬間、彼から1光時離れていたヘルガにその感覚が伝わると、アクセサリーは破壊されヘルガも失神する。しかし、増幅装置によって彼女の持つESP能力がボウイとの会話に制限されていたことから、以後彼女のESP能力は非常に高まる。何かに操られるように宇宙空間に飛び出した彼女は、姿の見えない人物からテレパシーによって案内され、ギンヌンガ・ガップを周回する人工惑星「オム」に辿り着き、オムを制御するコンピュータの感覚端子から、間もなく始まるコスモス・エンドの説明を受ける。やがて彼女の前に現れたテレパシーの主は、すべてが終わった未来のヘルガ自身であった。「金のたてがみ」へメッセンジャーの役割を託したのも暗黒星雲を用意したのも、未来のヘルガがし、これからヘルガがしなければならないことだった。
ギンヌンガ・ガップの中でヘルガは時間を遡り、一切の出来事の起こる前の時点に戻った。外へテレポートした彼女が、100年前にギンヌンガ・ガップの重力場に捕らえられ時間が止まっていた「金のたてがみ」へ近付いていく場面で、物語は終わる。
ボウイ（ボウイ・ハイネマン）
DNA処置獣と呼ばれる、遺伝子操作を受け高い知能を持ったクロヒョウ。ヘルガの助手を務めている。脳波を直接ヘルガに送って会話をし、さらにラプラスの悪魔に似た未来予知能力もあり、しばしばヘルガを助ける。後述のサルドゥが探査ブロックを乗っ取り乗員が司令船へ退避した際、ボウイは探査ブロックに忍び込んでサルドゥを押さえつけるが、彼の持っていたスイッチではなく声でコードが動作し始め、陽電子炉の爆発によって死亡。その最期の感覚は、爆破の影響を避けるため1光時（約10億km）先にワープしていた司令船内のヘルガに一瞬で伝わる。
サルドゥの企みを防げるはずだったボウイがむしろそれを望んでいたように感じたヘルガは、陽電子炉の爆破に何か意味があったのかと考える。
タマラ
ミッドガルド基地でのアンナの生徒の1人。5人の子供たちがいたずら心からイグドラジールに密航を図り、気付いたボウイが4人を非常脱出ポッドに追い込んで脱出させるが、タマラと、彼女を探していたアンナは脱出する時間はなく、イグドラジールはミッドガルドを発進してしまう。その後はニーブル博士、サクマとともに「金のたてがみ」のメッセージを分析し、「コードOM」の意味を発見する。サクマがイグドラジールの爆破を乗員に伝え、乗員が動揺し計画に反対したときには、タマラは皆の前に出て「コスモス・エンドを防げないことと数日間漂流することとどちらがマシか」と説得する。
アルバート・サクマ教授
アドバイザーとしてイグドラジールに乗船。イグドラジールの人々にギンヌンガ・ガップ探査のミッションの説明を行なったも彼である。ニーブル博士の死後はタマラとともに「金のたてがみ」のメッセージの解析を行ない、惑星「オム」で始まる事態を知ると、サルドゥが残した陽電子炉停止コードを用いてイグドラジール司令船を爆破することを決断する。また、後述のマルコビッチがギンヌンガ・ガップの重力場の中で100年間年をとらなかったように、イグドラジール乗員もギンヌンガ・ガップ近くにおいて救命ポッド内で数日間待てば、外では何十年もの時間が過ぎたとしても確実に救助されることを乗員に伝える。オムの爆破が成功し喜ぶ人々の中、彼は惑星にあったはずの異星人の超技術が失われたことを惜しむ。
ニーブル博士
コンピュータ分析室主任。タマラの能力を見抜いてか、探査ブロック内で「金のたてがみ」のメッセージを一緒に分析するが、後述のサルドゥが探査ブロックを占拠したため、タマラを先に司令船に逃がし、探査ブロックのコンピュータのデータを司令船のコンピュータに送り続け、避難できず爆発によって死亡する。
ドワイト、チャーリイ
シャトル隊員。ハヤトの同僚。
ターク・ベルウッド
第二通信室所属。イグドラジール乗員の救助要請のためにミッドガルドへ戻るシャトルのパイロットに選抜されたが、偶然搭乗してしまったタマラを親元へ帰すため、エネルギー消費の少ない女性のアンナにパイロット役を譲る。
エチエンヌ・P・サルドゥ司政官
政府の星間資源局の司政官でオブザーバーとしてイグドラジールに派遣される。地球で生まれ、空間恐怖症（スペースフォビア）の病歴がある。資源局内で自らの立場が微妙なものになりつつあり、探査に参加し成功することで回復しようとしたと推測される。新しい船長を決めるときなどに意見を言おうとしてもオブザーバーゆえに退けられていた。
イグドラジールの旅を悲観し、探査ブロックを乗っ取って爆破をほのめかし、ワープ機能付の大型シャトルを要求。大型シャトル内に隠れて探査ブロックに侵入したハヤトらがサルドゥを押さえつけ、彼の持つ陽電子炉停止コードのスイッチを奪うが、スイッチは偽物で、コードはサルドゥの声の指示で実行されてしまう。飛び込んできたボウイがサルドゥの動きを封じる間にハヤトらは乗ってきたシャトルで脱出した。サルドゥは再び陽電子炉の電源を入れようとするがすでに遅く、炉の爆発によって死亡。
ウスベック・シン
イグドラジール船長。隕石の直撃を受けて大破したイグドラジールのブリッジ内から宇宙空間に吸い出され死亡。
ピエール・マルコビッチ
約百年前のAC298年にヤマト造船によって建造された恒星間探査船「金のたてがみ」の副船長。生命維持カプセルが故障し他の乗員が死亡した中、瀕死の状態ながらミッドガルドに保護され、治療を受けていた。初対面のヘルガになぜか面識があり、名前も言いかけたが、彼女につかみかかる様子を見たボウイが飛びかかったのが一因となって急死する。
彼の残したメッセージによって、イグドラジールは7月1日に出発を繰り上げた。そのメッセージを作り、またギンヌンガ・ガップの重量場に捕らえられていた「金のたてがみ」を訪れた（そしておそらくマルコビッチに会った）のは、ESPの力で過去に移動した未来のヘルガであった。

## 備考
ボムコミックス版の「あとがき」によると、ヘルガ・ハイネマンの姓はダグラス・エアクラフトの設計技師の名が由来とのことである。
また、「コードOM」はムーディー・ブルースのアルバム『失われたコードを求めて』に収録された曲「OM」が由来であるという。